# Brachygalea lavata
Brachygalea lavata är en fjärilsart som beskrevs av Köhler 1952. Brachygalea lavata ingår i släktet Brachygalea och familjen nattflyn. Inga underarter finns listade i Catalogue of Life.